# 李显龙
李顯龍 PPA(E) SPMJ DK（1952年2月10日—），新加坡政治人物，现任新加坡国务资政。曾於2004年至2024年間擔任新加坡总理（第3任）。
李顯龍任內提倡提高商品和服務稅以資助社會支出和基礎設施發展，任內商品及服務稅由2004年的4%提高到2024年的9%。2019年，他的政府推出了備受爭議的《2019年防止網絡假信息和網絡操縱法案》以打击网络谣言。

## 背景和教育
1952年2月10日，李顯龍生在新加坡竹脚妇幼医院，他是已故新加坡總理李光耀和妻子柯玉芝的長子，家中有一名妹妹李玮玲和一名弟弟李显扬。李显龙的祖母蔡认娘是客家闽南混血的娘惹。根据李光耀的传记，李显龙自5岁就学会爪夷文，一直关注新加坡政务，自1963年以来经常随同父亲到群众大会场地。
李显龙在南洋小学、公教中学（Catholic High School）以及国家初级学院受教育。在国家初级学院，他在兼任副教授何惠農（Ho Hwee Long）的指导下学会吹单簧管。1971年，公共服务委员会颁发总统奖学金以及新加坡武装部队海外奖学金给李显龙，供他在剑桥大学三一学院修读数学。1973年，他荣获资深兰格勒头衔（Senior Wrangler，指剑桥大学数学系尖子中第一名），1974年荣获数学一等荣誉及剑桥大学计算机科学文凭（优异）。1980年，他在哈佛大学约翰·F·肯尼迪政府学院获得公共行政碩士学位。能讲英语、华语、马来语等多种语言。

## 军事生涯
1971年，李显龙加入新加坡武装部队。
1978年，他就读莱文沃思堡（Fort Leavenworth）的美国陆军指挥参谋学院（United States Army Command and General Staff College）。李显龙在新加坡陆军迅速升职，1983年7月，他成为新加坡有史以来最年轻的准将。值得注意的是，李显龙是圣淘沙缆车灾害事件救援行动的总指挥。
1984年，李显龙离开武装部队，投身平民政治。

## 政治生涯
由于李光耀宣布将于1984年計劃卸任总理一职，1980年代中旬，人民行动党进行领导层交接，而李显龙被视为下一届新领导人的核心成员。
1984年，32岁的李显龙当选新加坡国会议员。大选后，他被委任为贸工部（Ministry of Trade and Industry）及国防部（Ministry of Defence）政务部长。
1986年，李显龙被委任为贸工部代部长。1987年，他成为内阁正式成员，出任贸工部长及国防部第二部长。

### 副总理
1990年11月28日，吴作栋从李光耀手中正式接任新加坡总理一职，李显龙被委任为两位副总理之一（另外一位是王鼎昌）。李显龙也继续担任贸工部长，直至1992年。
1998年，李显龙被委任为新加坡金融管理局局长，2001年被委任为财政部长（Minister for Finance）。
1999年11月，世界客属第15届恳亲大会在马来西亚吉隆坡成功举办，李光耀、李显龙以及马来西亚首相马哈迪·莫哈末出席闭幕式并致詞。
为缓解因为降低企业税和个人税而税收入下降，以及其他因素如伊拉克战争以及SARS的爆发，而导致的不断增长的预算赤字，2003年8月29日，李显龙提议将消费税（Goods and Services Tax，简称GST）从3%提高到5%。这个提议在2004年1月落实。
在国际方面，李显龙建立了新加坡与他国的关系，例如新西兰。2001年12月，李显龙越过新柔长堤，前往新山出席开斋节庆祝会，与时任马来西亚首相马哈迪·莫哈末会面。2002年，李显龙再度与马哈迪会面。

### 总理
李显龙在2004年正式接任总理的数月前，他已经在一些关键领域号召改革，为私人企业让出更多空间。身为政府的一份子，李显龙在一次演讲中说道：“保姆不应该时时刻刻照料一切事情。”
2004年8月12日，李显龙从吴作栋手中接任总理一职，并将新加坡金融管理局局长一位转交给吴作栋。李显龙在大法官（Chief Justice of Singapore）杨邦孝的见证下在总统府（Istana）宣誓就职。

#### 2006年大选
2006年2月，大选的三个月前，李显龙在国会宣布了总值26亿新元的“增长配套”（Progress Package）。此计划是派发前几年所累积的预算盈余以现金的方式给所有新加坡成年人，给年长者的国家养老储蓄增值，给住在政府组屋的人租金和水电费回扣，给来自低收入家庭的学童教育基金，以及给超过40岁的低薪工人和刚完成国民服役的军人现金花红。这些现金花红在2006年5月初分发完毕。
批评者，尤其是反对党党员，指出增长配套是为了将在2006年5月6日举行的新加坡国会大选而“收买选票”。在那次大选，李显龙带领的人民行动党赢得84个议席的82个，包括37个选区不战而胜。李显龙与其他五人在宏茂桥集选区获胜，以9万6591票赢得集选区，占总票数15万9872的60.42%。反对党工人党的六人一组大多数是20多岁，选区是15年来首次有反对党竞选。
工人党决定竞逐宏茂桥是个意外的惊喜，因为预计反对党将避开由重量级部长带领的集选区。然而，工人党说，竞逐该集选区的首要原因是给予宏茂桥的居民投票的机会。尽管工人党团队经验不足，再加上李显龙是总理，他们还是赢得了强烈的4万9468票（30.94%）。废票的比例也非常高，总废票为1万3813，占8.64%。
2010年，李显龙对当前的选举制度制定了选举改革方案，减少集选区的数量，将非选区议员（Non-constituency Member of Parliament，简称NCMP）的数量增至最多9人（包括当选反对党议员），也将官委議員（简称NMP）增至9人。改革还包括互联网竞选活动合法化，以及强制“冷静日”，不得进行竞选活动，政党政治广播除外。
李显龙被任命为管理超过1000亿新元的新加坡政府投资公司的董事长，于2011年6月1日生效。他将接替他父亲李光耀担任董事长，而李光耀则继续担任公司的高级顾问。

#### 2011年大选
2011年4月，选举局宣布大选将在2011年5月7日举行。大选中人民行动党仅在一个选区自动当选。选举结果显示，行动党的支持率较2006年大选下跌6.46%，至60.14%，是自独立以来最低。虽然行动党赢得絕大部分议席，即87个议席的81个，但是行动党将阿裕尼集选区输给工人党，這是反对党首次赢得集选区。两名内阁部长，即外交部长杨荣文及总理公署部长陈惠华败选。
后来，内阁资政李光耀和国务资政吴作栋向内阁递交辞呈。两人分别被委任为新加坡政府投资公司和新加坡金融管理局的高级顾问。
2011年5月21日，李显龙宣誓就职第二个任期。由他带领的新内阁包括三位新委任的部长。前教育部及贸工部高级政务部长易华仁（S. Iswaran）被任命为总理公署部长以及内政部及贸工部第二部长。首次当选国会议员的王瑞杰和陈振声分别被任命为教育部长、社会发展、青年及体育部代部长及新闻通讯及艺术部政务部长。王瑞杰是自1984年以来第一位直接委任为全职部长的新议员。
2012年4月20日，为了与新加坡网民改善联系，李显龙设立了个人Facebook专页。

#### 外交关系
- 马来西亚

2018年5月19日，李显龙拜会新任马来西亚首相马哈迪·莫哈末，这场会面在马哈迪办公地点首要领导基金会进行，引起法国国际广播电台的报导。同年11月12日，李显龙与马哈迪共进午餐，曾回忆起小时候在马来西亚霹雳州美罗吃过的云吞面。2019年4月9日，李显龙和马哈迪在布城出席第9届马新领导人非正式会议。
2019年8月9日，马哈迪与首相夫人茜蒂哈斯玛应李显龙的邀请，出席新加坡国庆日及开埠200周年纪念游行，随同马哈迪出席者包括马来西亚外交部长赛夫丁阿都拉，以及首相署与外交部的高级官员。
- 中华人民共和国

2016年7月，南海仲裁案出台后，李显龙曾公开表示，仲裁庭的裁决对各国的主权声索做出了“强而有力的定义”。同年8月访问美国期间，他还对美国总统贝拉克·奥巴马大赞美国的“亚太再平衡”战略，宣称所有东南亚国家都欢迎美国这样“搞平衡”。该表态引发了中国网民的一片指责。中华人民共和国外交部副部长刘振民于同年8月16日在内蒙古满洲里的中国与东盟国家会议后也要求新加坡“少管闲事”。
2017年9月下旬，李显龙应中国国务院总理李克强邀请访问中国。
2023年3月27日，新加坡总理办公室发表声明称，新加坡总理李显龙偕夫人于3月27日至4月1日对中国进行为期六天的国事访问。期间将抵达广东广州、海南博鳌以及北京。这也是三年新冠肺炎疫情以来李显龙首次访华。
- 中華民國（台灣）

2004年8月28日，在他的第一次国庆群众大会演讲上，他批评時任中華民國總統陳水扁及民众高估自己若是宣布台灣獨立運動的话会得到的支持。与此同时，他还在群众大会上澄清自己在7月访问台湾是为了确保接任总理时，能收集到足够的智慧来作出正确的决定。他也重申对一个中国政策的支持。后来，同年9月，新加坡外交部部长杨荣文告诫联合国大会關於两岸关系恶化的危害。中華民國外交部部長陈唐山被激怒，称新加坡为“鼻屎大的国家”。陈后来正式道歉。
2015年11月7日，當「兩岸領導人會面」及兩岸雙方的共同晚宴也結束後，李顯龍突然在個人臉書公佈先前他和馬英九總統會談的照片，但沒有說明會見的確切時間與地點。李顯龍在臉書上貼文，說他難得有機會和「老朋友馬英九喝茶敘舊」。英文部分則寫著在晚間與「馬英九總統」 （President Ma Ying-jeou ）一起喝茶。
- 美国

2016年8月1日至5日他对美国进行国事访问，以纪念美国与新加坡建交50周年，他同美国总统贝拉克·奥巴马在白宫会谈并受到国宴招待，新加坡也成为在奥巴马任内获此待遇的第一个东南亚国家，他希望美国国会早日批准跨太平洋伙伴关系协议，赞扬美国在区域与国际秩序中所发挥的关键作用。

### 卸任
李顯龍曾表示，新加坡不應該有一位超過70歲總理，原定最早於2022年卸任；但因2019年新冠肺炎疫情延後，最後決定於2024年人民行動黨70周年黨慶前交予指定接班人 - 副總理兼財政部長黃循財。隨後新加坡總理公署宣佈，李顯龍於2024年5月15日卸任總理職務，由黃循財接任。黃循財表示，李顯龍卸任後將改任國務資政。5月13日，李顯龍正式向總統尚達曼提交辭呈。

## 争议与批评

### 李光耀故居处置风波
2017年6月14日，李显龙的弟弟李显扬和妹妹李玮玲发表“李光耀的价值观哪去了”（What Has Happened to Lee Kuan Yew's Values）联合声明。声明中指责哥哥李显龙“利用总理一职，设法挽留李光耀欧思礼路38号的故居”。报道中称，李玮玲和李显扬曾在2015年公开李光耀遗嘱有关处置故居的内容，“强调父亲在晚年时曾数次要求新加坡政府保证在他去世后拆除故居，以免成为‘供人崇拜的遗迹’”。二人在联合声明中表示对李显龙“失去信心”。

### 将政府卷入家庭纠纷争议
李显扬透过Facebook并发文表示，他和姐姐李玮玲不是在批评新加坡政府，并指是兄長李显龙总理将政府卷入家庭纠纷。李显扬说：“就如我们从一开始所说的，我们不是在批评新加坡政府。我们说的是我们对兄长李显龙的人格、行为、目的和领导能力表示质疑。自父親李光耀逝世后，李显龙为一己私利滥用权力影响新加坡政府和政府机构，我们因此感觉受到威胁。”

### 裙带关系指控
身为新加坡建國总理李光耀的长子，李显龙的政治生涯曾被指控为裙带关系與世襲專政。
1985年他32岁时，他成为新加坡有史以来最年轻的准将，而从小被广泛认为是李光耀总理一职的接班人。当李光耀卸任总理一职，由吴作栋接任时，数位评论家认为吴只是个过渡人物，但是李光耀却不以为然。李光耀在他的回忆录中强调，他不能让儿子直接继承他：“由其他人接替我担任总理较为恰当。那么若显龙之后升到那个职位，就明确能够看出他是靠自己的实力做到的。”
李氏政權对裙带关系的问题十分敏感。李显龙解释说：“如果有人质疑我是总理不是因为我是最合适的人选，而是因为我父亲的关系，又或是我的妻子经营淡马锡不是因为她是最合适的人选，而是因为我的关系，那么我的所有信誉和道德权威将被销毁，因为我不配担任这个职位。”

### 关于管制新加坡新闻自由的争议
李显龙在新加坡言论和新闻自由的问题上备受国际社会的非议，而新加坡几乎所有媒体资源都掌握在执政党手中。2016年11月2日，非政府组织「无国界记者」把李显龙列入“新闻自由掠夺者”名单。另外，英国自由民主党党魁提姆法隆亦曾经说过，英国如果要和新加坡进行贸易往来，应该在进行贸易商谈的时候，讨论新加坡言论和新闻自由的问题。对于该批评，李显龙在2017年2月接受英国广播公司（BBC）节目 「Hard Talk（唇枪舌剑）」 的时候就反问为何其他人会想教他如何管理新加坡，又说新加坡是全面开放的国家，但无一种道德标准或价值判断适合套用在所有国家身上。
2021年7月，李显龙继续上榜“新闻自由掠夺者”名单。

### 被指控卷入1MDB丑闻
2018年11月5日，一篇题为《李显龙成了1MDB关键调查目标》（Lee Hsien Loong becomes 1MDB’s key investigation target）的文章被刊载在新闻网站《States Times Review》上，该文章指控，马来西亚与新加坡签署数项不公平协议，以获得新加坡的银行协助漂白一个马来西亚发展有限公司（1MDB）的资金。马来西亚社交新闻网站《The Coverage》也在同年11月7日报道，马来西亚前首相纳吉·阿都拉萨跟李显龙签署了几项不公平的协议，例如兴建隆新高铁的合作案，以换取新加坡银行协助一马公司洗黑钱。对此新加坡金管局于11月9日发表文告驳斥所有指控，并指这些指控明显具诽谤性。
同年12月，新加坡异议分子梁实轩在臉書专页，因转发李显龙卷入一马公司弊案的文章，招致诽谤起诉。2021年3月24日，新加坡高庭针对梁实轩诽谤李显龙是一马公司弊案的主要调查对象一案下判，梁实轩被判罪成，需赔偿李显龙13万3000新元。

### “越南入侵柬埔寨”发言惹议[63]
2019年5月31日，李显龙在脸书贴文哀悼泰国前总理炳·廷素拉暖，表示廷素拉暖担任泰国总理期间，东南亚国家联盟正对抗越南入侵赤柬：“泰国处在最前线，看着越南军队越界进入柬埔寨，廷素拉暖坚决反对这种情况，因此与东协成员国在国际论坛上，一起反对越南入侵（赤柬）。”。他同日在第18届「香格里拉对话」（Shangri-La Dialogue）开幕晚宴上演说，也再次提及越南入侵赤柬。李显龙的「入侵说」引起越南强烈不满，越南外交部发言人黎氏秋姮于6月4日称，对于未陈述历史原貌，造成负面公众印象的言论感到「遗憾」。
6月6日，柬埔寨首相洪森在臉書上，强烈谴责李显龙就越柬关系发表的言论，同时认为，新加坡领导人当时确实参与杀害柬埔寨人民，支持种族灭绝制度并希望该制度重回柬埔寨。

## 个人生活
李显龙的第一任妻子是马来西亚出生的黄名扬（1951年—1982年10月28日），為其产下長女李修齐和患有白化症的長子李毅鹏。黄名扬在產下李毅鹏的3週後因心脏病发而逝世，终年31岁。
1985年，33岁的李显龙与公务员何晶结婚，何晶后来于2004年成为淡马锡控股的首席执行官。生下兩個兒子李鸿毅、李浩毅。李鸿毅是2006年李光耀数学及科学奖得主，同年，他被委任为新加坡武装部队军官。2008年，李显龙与何晶的幼子李浩毅也获得了“李光耀数理奖”，李显龙以家长身份出席了颁奖典礼。李浩毅任職軟件工程師。
2015年，李显龙患上了前列腺癌，并于2月15日入院接受手术。在1992年，他曾被诊断患有淋巴癌。
李显龙对电脑程式設計有兴趣，并在空闲时间使用C++编写了一个数独求解程式，并把代码开源。

## 榮譽

### 外国勋章奖章
- 秘鲁太阳钻石大十字勋章（秘鲁，2008年11月22日授予[74]）
- 奥林匹克金质勋章（国际奥委会，2010年8月13日授予[75]）
- 柔佛王冠拿督斯里勋章（英语：Order of the Crown of Johor）（S.P.M.J.，马来西亚柔佛州，2022年5月6日于新山大王宫颁授[76]）：同时获得拿督封衔。[77][78]
- 文莱王室最高勋章（D.K.，文莱，2022年7月16日于努洛伊曼宫（英语：Istana Nurul Iman）颁授[79][80]）：李显龙携夫人何晶于7月14日至16日对文莱进行工作访问，参加文莱苏丹哈桑纳尔76岁寿辰庆典。

### 其他
- 世界领导人奖，2019年9月25日良知基金会頒發[81]

## 家族
（根據李光耀的回憶整理的李光耀家族谱系图）
|               |               |               |               |                   |                   |                   |                   | 李沐文 1846－1884 | 李沐文 1846－1884 | 李沐文 1846－1884 | 李沐文 1846－1884 | 李沐文 1846－1884 | 李沐文 1846－1884 |                 |                 | 蕭喚娘 Seow Huan Neo 約1850－？ | 蕭喚娘 Seow Huan Neo 約1850－？ | 蕭喚娘 Seow Huan Neo 約1850－？ | 蕭喚娘 Seow Huan Neo 約1850－？ | 蕭喚娘 Seow Huan Neo 約1850－？ | 蕭喚娘 Seow Huan Neo 約1850－？ |                   |                   |                   |                   |                   |                   |                   |                   |                   |                   |                   |                   |                   |                   |                   |                   |  |  |               |               |               |               |               |               |  |  |               |               |               |               |               |               |  |  |
|               |               |               |               |                   |                   |                   |                   | 李沐文 1846－1884 | 李沐文 1846－1884 | 李沐文 1846－1884 | 李沐文 1846－1884 | 李沐文 1846－1884 | 李沐文 1846－1884 |                 |                 | 蕭喚娘 Seow Huan Neo 約1850－？ | 蕭喚娘 Seow Huan Neo 約1850－？ | 蕭喚娘 Seow Huan Neo 約1850－？ | 蕭喚娘 Seow Huan Neo 約1850－？ | 蕭喚娘 Seow Huan Neo 約1850－？ | 蕭喚娘 Seow Huan Neo 約1850－？ |                   |                   |                   |                   |                   |                   |                   |                   |                   |                   |                   |                   |                   |                   |                   |                   |  |  |               |               |               |               |               |               |  |  |               |               |               |               |               |               |  |  |
|               |               |               |               |                   |                   |                   |                   |                   |                   |                   |                   |                   |                   |                 |                 |                                 |                                 |                                 |                                 |                                 |                                 |                   |                   |                   |                   |                   |                   |                   |                   |                   |                   |                   |                   |                   |                   |                   |                   |  |  |               |               |               |               |               |               |  |  |               |               |               |               |               |               |  |  |
|               |               |               |               |                   |                   |                   |                   |                   |                   |                   |                   | 李雲龍 1871－？   | 李雲龍 1871－？   | 李雲龍 1871－？ | 李雲龍 1871－？ | 李雲龍 1871－？                 | 李雲龍 1871－？                 |                                 |                                 | 邱念娘 1883－？                 | 邱念娘 1883－？                 | 邱念娘 1883－？   | 邱念娘 1883－？   | 邱念娘 1883－？   | 邱念娘 1883－？   |                   |                   |                   |                   |                   |                   |                   |                   |                   |                   |                   |                   |  |  |               |               |               |               |               |               |  |  |               |               |               |               |               |               |  |  |
|               |               |               |               |                   |                   |                   |                   |                   |                   |                   |                   | 李雲龍 1871－？   | 李雲龍 1871－？   | 李雲龍 1871－？ | 李雲龍 1871－？ | 李雲龍 1871－？                 | 李雲龍 1871－？                 |                                 |                                 | 邱念娘 1883－？                 | 邱念娘 1883－？                 | 邱念娘 1883－？   | 邱念娘 1883－？   | 邱念娘 1883－？   | 邱念娘 1883－？   |                   |                   |                   |                   |                   |                   |                   |                   |                   |                   |                   |                   |  |  |               |               |               |               |               |               |  |  |               |               |               |               |               |               |  |  |
|               |               |               |               |                   |                   |                   |                   |                   |                   |                   |                   |                   |                   |                 |                 |                                 |                                 |                                 |                                 |                                 |                                 |                   |                   |                   |                   |                   |                   |                   |                   |                   |                   |                   |                   |                   |                   |                   |                   |  |  |               |               |               |               |               |               |  |  |               |               |               |               |               |               |  |  |
|               |               |               |               |                   |                   |                   |                   |                   |                   |                   |                   |                   |                   |                 |                 | 李進坤 1903－1993               | 李進坤 1903－1993               | 李進坤 1903－1993               | 李進坤 1903－1993               | 李進坤 1903－1993               | 李進坤 1903－1993               |                   |                   | 蔡认娘 1907－1980 | 蔡认娘 1907－1980 | 蔡认娘 1907－1980 | 蔡认娘 1907－1980 | 蔡认娘 1907－1980 | 蔡认娘 1907－1980 |                   |                   |                   |                   |                   |                   |                   |                   |  |  |               |               |               |               |               |               |  |  |               |               |               |               |               |               |  |  |
|               |               |               |               |                   |                   |                   |                   |                   |                   |                   |                   |                   |                   |                 |                 | 李進坤 1903－1993               | 李進坤 1903－1993               | 李進坤 1903－1993               | 李進坤 1903－1993               | 李進坤 1903－1993               | 李進坤 1903－1993               |                   |                   | 蔡认娘 1907－1980 | 蔡认娘 1907－1980 | 蔡认娘 1907－1980 | 蔡认娘 1907－1980 | 蔡认娘 1907－1980 | 蔡认娘 1907－1980 |                   |                   |                   |                   |                   |                   |                   |                   |  |  |               |               |               |               |               |               |  |  |               |               |               |               |               |               |  |  |
|               |               |               |               |                   |                   |                   |                   |                   |                   |                   |                   |                   |                   |                 |                 |                                 |                                 |                                 |                                 |                                 |                                 |                   |                   |                   |                   |                   |                   |                   |                   |                   |                   |                   |                   |                   |                   |                   |                   |  |  |               |               |               |               |               |               |  |  |               |               |               |               |               |               |  |  |
|               |               |               |               |                   |                   |                   |                   |                   |                   |                   |                   |                   |                   |                 |                 |                                 |                                 |                                 |                                 | 李光耀 1923－2015               | 李光耀 1923－2015               | 李光耀 1923－2015 | 李光耀 1923－2015 | 李光耀 1923－2015 | 李光耀 1923－2015 |                   |                   | 柯玉芝 1920－2010 | 柯玉芝 1920－2010 | 柯玉芝 1920－2010 | 柯玉芝 1920－2010 | 柯玉芝 1920－2010 | 柯玉芝 1920－2010 |                   |                   |                   |                   |  |  |               |               |               |               |               |               |  |  |               |               |               |               |               |               |  |  |
|               |               |               |               |                   |                   |                   |                   |                   |                   |                   |                   |                   |                   |                 |                 |                                 |                                 |                                 |                                 | 李光耀 1923－2015               | 李光耀 1923－2015               | 李光耀 1923－2015 | 李光耀 1923－2015 | 李光耀 1923－2015 | 李光耀 1923－2015 |                   |                   | 柯玉芝 1920－2010 | 柯玉芝 1920－2010 | 柯玉芝 1920－2010 | 柯玉芝 1920－2010 | 柯玉芝 1920－2010 | 柯玉芝 1920－2010 |                   |                   |                   |                   |  |  |               |               |               |               |               |               |  |  |               |               |               |               |               |               |  |  |
|               |               |               |               |                   |                   |                   |                   |                   |                   |                   |                   |                   |                   |                 |                 |                                 |                                 |                                 |                                 |                                 |                                 |                   |                   |                   |                   |                   |                   |                   |                   |                   |                   |                   |                   |                   |                   |                   |                   |  |  |               |               |               |               |               |               |  |  |               |               |               |               |               |               |  |  |
|               |               |               |               |                   |                   |                   |                   |                   |                   |                   |                   |                   |                   |                 |                 |                                 |                                 |                                 |                                 |                                 |                                 |                   |                   |                   |                   |                   |                   |                   |                   |                   |                   |                   |                   |                   |                   |                   |                   |  |  |               |               |               |               |               |               |  |  |               |               |               |               |               |               |  |  |
|               |               |               |               | 黄名扬 1951－1982 | 黄名扬 1951－1982 | 黄名扬 1951－1982 | 黄名扬 1951－1982 | 黄名扬 1951－1982 | 黄名扬 1951－1982 |                   |                   |                   |                   |                 |                 | 李显龙 1952－                   | 李显龙 1952－                   | 李显龙 1952－                   | 李显龙 1952－                   | 李显龙 1952－                   | 李显龙 1952－                   |                   |                   | 何晶 1953－       | 何晶 1953－       | 何晶 1953－       | 何晶 1953－       | 何晶 1953－       | 何晶 1953－       |                   |                   | 李玮玲 1955－2024 | 李玮玲 1955－2024 | 李玮玲 1955－2024 | 李玮玲 1955－2024 | 李玮玲 1955－2024 | 李玮玲 1955－2024 |  |  | 李显扬 1957－ | 李显扬 1957－ | 李显扬 1957－ | 李显扬 1957－ | 李显扬 1957－ | 李显扬 1957－ |  |  | 林雪芬 1957－ | 林雪芬 1957－ | 林雪芬 1957－ | 林雪芬 1957－ | 林雪芬 1957－ | 林雪芬 1957－ |  |  |
|               |               |               |               | 黄名扬 1951－1982 | 黄名扬 1951－1982 | 黄名扬 1951－1982 | 黄名扬 1951－1982 | 黄名扬 1951－1982 | 黄名扬 1951－1982 |                   |                   |                   |                   |                 |                 | 李显龙 1952－                   | 李显龙 1952－                   | 李显龙 1952－                   | 李显龙 1952－                   | 李显龙 1952－                   | 李显龙 1952－                   |                   |                   | 何晶 1953－       | 何晶 1953－       | 何晶 1953－       | 何晶 1953－       | 何晶 1953－       | 何晶 1953－       |                   |                   | 李玮玲 1955－2024 | 李玮玲 1955－2024 | 李玮玲 1955－2024 | 李玮玲 1955－2024 | 李玮玲 1955－2024 | 李玮玲 1955－2024 |  |  | 李显扬 1957－ | 李显扬 1957－ | 李显扬 1957－ | 李显扬 1957－ | 李显扬 1957－ | 李显扬 1957－ |  |  | 林雪芬 1957－ | 林雪芬 1957－ | 林雪芬 1957－ | 林雪芬 1957－ | 林雪芬 1957－ | 林雪芬 1957－ |  |  |
|               |               |               |               |                   |                   |                   |                   |                   |                   |                   |                   |                   |                   |                 |                 |                                 |                                 |                                 |                                 |                                 |                                 |                   |                   |                   |                   |                   |                   |                   |                   |                   |                   |                   |                   |                   |                   |                   |                   |  |  |               |               |               |               |               |               |  |  |               |               |               |               |               |               |  |  |
|               |               |               |               |                   |                   |                   |                   |                   |                   |                   |                   |                   |                   |                 |                 |                                 |                                 |                                 |                                 |                                 |                                 |                   |                   |                   |                   |                   |                   |                   |                   |                   |                   |                   |                   |                   |                   |                   |                   |  |  |               |               |               |               |               |               |  |  |               |               |               |               |               |               |  |  |
| 李修齐 1980－ | 李修齐 1980－ | 李修齐 1980－ | 李修齐 1980－ | 李修齐 1980－     | 李修齐 1980－     |                   |                   | 李毅鹏 1982－     | 李毅鹏 1982－     | 李毅鹏 1982－     | 李毅鹏 1982－     | 李毅鹏 1982－     | 李毅鹏 1982－     |                 |                 | 李鸿毅 1987－                   | 李鸿毅 1987－                   | 李鸿毅 1987－                   | 李鸿毅 1987－                   | 李鸿毅 1987－                   | 李鸿毅 1987－                   |                   |                   | 李浩毅 1989－     | 李浩毅 1989－     | 李浩毅 1989－     | 李浩毅 1989－     | 李浩毅 1989－     | 李浩毅 1989－     |                   |                   | 李绳武 1985－     | 李绳武 1985－     | 李绳武 1985－     | 李绳武 1985－     | 李绳武 1985－     | 李绳武 1985－     |  |  | 李桓武 1986－ | 李桓武 1986－ | 李桓武 1986－ | 李桓武 1986－ | 李桓武 1986－ | 李桓武 1986－ |  |  | 李韶武 1995－ | 李韶武 1995－ | 李韶武 1995－ | 李韶武 1995－ | 李韶武 1995－ | 李韶武 1995－ |  |  |